# 柿原りんか
柿原 りんか（かきはら りんか、2004年5月1日 - ）は、日本の女優。
ジョビィキッズプロダクション所属。

## 略歴
2004年5月1日、奈良県に生まれる。
A-Lightに所属し、2013年に舞台『ALICE〜不思議の国の物語』に出演。その後、ジョビィキッズプロダクションへ移籍し、2014年には同じジョビィキッズプロダクションに所属する芦田愛菜が主演する『マルモのおきてスペシャル2』に出演し、テレビ初出演を果たす。
2017年ヒロイン役として映画初出演となった『彼らが本気で編むときは、』は第67回ベルリン国際映画祭において邦画としては初めてのテディ審査員特別賞作品であるが、監督の荻上直子、主演の生田斗真、桐谷健太と共にレッドカーペットに参加している。
2018年1月14日に放送された大河ドラマ『西郷どん』第2話に出演し、NHK大河ドラマ初出演。
2021年うみぞら映画祭2021にて10月15日から17日まで上映された映画『さくらノート』で映画初主演。同年10月31日には2021淡路島短編映画祭でも上映された。
2023年7月期日本テレビ系土曜ドラマ『最高の教師 1年後、私は生徒に■された』で連続ドラマに初めてレギュラー出演した。

## 出演

### テレビドラマ
- マルモのおきてスペシャル2（2014年9月28日、フジテレビ）
- がっぱ先生!（2016年9月23日、日本テレビ） - 立花由実 役[1][2]
- 大河ドラマ 西郷どん 第2話（2018年1月14日、NHK） - ふき 役
- ミステリー作家・朝比奈耕作シリーズ 鳥啼村の惨劇（2018年3月12日、TBS） - 翔子（12歳）役
- ヒーローを作った男 石ノ森章太郎物語（2018年8月25日、日本テレビ） - 小野寺由恵（少女期） 役
- ポリス×戦士 ラブパトリーナ! 第35話（2021年3月28日、テレビ東京） - 天野ルナ 役
- OUR STORIES（アワーストーリーズ）～120秒の物語～ 第4話「お返し篇」（2022年6月2日、関西テレビ） - 桜井瑠那 役
- 最高の教師 1年後、私は生徒に■された（2023年7月15日 - 9月23日、日本テレビ） - 月野春香 役[6][7]

### 配信ドラマ
- 僕だけがいない街（2017年12月15日 - 2018年3月2日、Netflix） - 雛月加代 役[8]
- 拝啓、大人になる貴方へ（2023年9月23日・30日、Hulu） - 月野春香 役[9]
- 潜入前兄妹　プリクエル～PREQUEL～（2024年12月7日・14日〈予定〉、Hulu） - 赤川愛里 役[10]

### 映画
- 彼らが本気で編むときは、（2017年2月10日） - ヒロイン・トモ 役[11]
- るろうに剣心 最終章 The Final（2021年4月23日） - 三条燕 役
- さくらノート（2021年10月15日 - 17日〈うみぞら映画祭2021〉・10月31日〈2021淡路島短編映画祭〉） - 主演・美島咲 役

### 劇場アニメ
- 海獣の子供（2019年） - ハンドボール部のメンバー 役

### ラジオドラマ
- FMシアター 「名もがりの町」（2021年6月5日、NHK-FM） - 主演・かすみ 役[12]

### 舞台
- ALICE〜不思議の国の物語（2013年） - リス役[13]
- モーツァルト!（2014年） - アマデ役[1]